# Collegio di Maldon
Maldon è un collegio elettorale situato nell'Essex, nell'Est dell'Inghilterra, e rappresentato alla Camera dei comuni del Parlamento del Regno Unito. Elegge un membro del parlamento con il sistema first-past-the-post, ossia maggioritario a turno unico; l'attuale parlamentare è John Whittingdale del Partito Conservatore, che rappresenta il collegio dal 2010.

## Estensione

Maldon dal 2010 al 2024

- 1885-1918: il Municipal Borough di Maldon, le divisioni sessionali di Hinckford South (Braintree Bench) e Witham, e parti delle divisioni sessionali di Hinckford South (Halstead Bench), Lexden e Winstree.
- 1918-1950: il Municipal Borough di Maldon, i distretti urbani di Braintree, Burnham-on-Crouch e Witham, il distretto rurale di Maldon, e il distretto rurale di Braintree (inclusa la parte distaccata della parrocchia civile di Inworth che era interamente circondata dalle parrocchie di Great Braxted e Kelvedon).
- 1950-1955: il Municipal Borough di Maldon, i distretti urbani di Braintree and Bocking, Burnham-on-Crouch e Witham, il distretto rurale di Maldon, e parte del distretto rurale di Braintree.
- 1955-1974: il Municipal Borough di Maldon, i distretti urbani di Braintree and Bocking, Burnham-on-Crouch e Witham, il distretto rurale di Maldon, e parte del distretto rurale di Braintree come modificato dal County of Essex (Braintree and Lexden and Winstree Rural Districts) Confirmation Order 1955.
- 1974-1983: il Municipal Borough di Maldon, il distretto urbano di Burnham-on-Crouch, e i distretti rurali di Maldon e Rochford.
- 2010-2024: i ward del distretto di Maldon di Althorne, Burnham-on-Crouch North, Burnham-on-Crouch South, Heybridge East, Heybridge West, Maldon East, Maldon North, Maldon South, Maldon West, Mayland, Purleigh, Southminster e Tillingham, e i ward del Borough di Chelmsford di Bicknacre and East and West Hanningfield, Little Baddow, Danbury and Sandon, Rettendon and Runwell, South Hanningfield, Stock and Margaretting, South Woodham Chetwood and Collingwood e South Woodham Elmwood and Woodville.
- dal 2024: come sopra, con in più il ward di Galleywood della città di Chelmsford.[1]

## Membri del parlamento dal 1868
| Elezione | Elezione             | Deputato                 | Partito           |
| -------- | -------------------- | ------------------------ | ----------------- |
|          | 1868                 | Edward Hammond Bentall   | Liberale          |
|          | 1874                 | George Sandford          | Conservatore      |
|          | 1878 (S)             | George Courtauld         | Liberale          |
| 1885     | Arthur Kitching      |                          | Liberale          |
|          | 1886                 | Charles Wing Gray        | Conservatore      |
|          | 1892                 | Cyril Dodd               | Liberale          |
|          | 1895                 | Charles Hedley Strutt    | Conservatore      |
|          | 1906                 | Thomas Bethell           | Liberale          |
|          | Gen 1910             | James Fortescue Flannery | Conservatore      |
| 1922     | Edward Ruggles-Brise |                          | Conservatore      |
|          | 1923                 | Valentine Crittall       | Laburista         |
|          | 1924                 | Edward Ruggles-Brise     | Conservatore      |
|          | 1942 (S)             | Tom Driberg              | Indipendente      |
|          | 1945                 | Tom Driberg              | Laburista         |
|          | 1955                 | Brian Harrison           | Conservatore      |
| Feb 1974 | John Wakeham         |                          | Conservatore      |
|          | 1983                 | Collegio abolito         | Collegio abolito  |
|          | 2010                 | Collegio ricreato        | Collegio ricreato |
|          | 2010                 | John Whittingdale        | Conservatore      |

## Elezioni

### Elezioni negli anni 2020
| Partito                    | Partito                                   | Candidato                  | Risultati 4 luglio 2024 | Risultati 4 luglio 2024 |
| Partito                    | Partito                                   | Candidato                  | Voti                    | %                       |
| -------------------------- | ----------------------------------------- | -------------------------- | ----------------------- | ----------------------- |
|                            | Conservatore                              | John Whittingdale          | 19 374                  | 38,87                   |
|                            | Reform UK                                 | Pamela Walford             | 12 468                  | 25,02                   |
|                            | Laburista                                 | Onike Gollo                | 9 817                   | 19,70                   |
|                            | Lib Dem                                   | Simon Burwood              | 5 882                   | 11,80                   |
|                            | Verdi                                     | Isobel Doubleday           | 2 300                   | 4,61                    |
|                            |                                           |                            |                         |                         |
| Iscritti                   | Iscritti                                  | Iscritti                   | 78 281                  | 100,00                  |
| ↳ Votanti (% su iscritti)  | ↳ Votanti (% su iscritti)                 | ↳ Votanti (% su iscritti)  | 49 841                  | 63,67                   |
| ↳ Astenuti (% su iscritti) | ↳ Astenuti (% su iscritti)                | ↳ Astenuti (% su iscritti) | 28 440                  | 36,33                   |
|                            |                                           |                            |                         |                         |
|                            | Esito: collegio confermato a Conservatore |                            |                         |                         |

### Elezioni negli anni 2010
| Partito                    | Partito                                   | Candidato                  | Risultati 12 dicembre 2019 | Risultati 12 dicembre 2019 |
| Partito                    | Partito                                   | Candidato                  | Voti                       | %                          |
| -------------------------- | ----------------------------------------- | -------------------------- | -------------------------- | -------------------------- |
|                            | Conservatore                              | John Whittingdale          | 36 304                     | 72,02                      |
|                            | Laburista                                 | Stephen Capper             | 6 263                      | 12,42                      |
|                            | Lib Dem                                   | Colin Baldy                | 5 990                      | 11,88                      |
|                            | Verdi                                     | Janet Band                 | 1 851                      | 3,67                       |
|                            |                                           |                            |                            |                            |
| Iscritti                   | Iscritti                                  | Iscritti                   | 72 641                     | 100,00                     |
| ↳ Votanti (% su iscritti)  | ↳ Votanti (% su iscritti)                 | ↳ Votanti (% su iscritti)  | 50 408                     | 69,39                      |
| ↳ Astenuti (% su iscritti) | ↳ Astenuti (% su iscritti)                | ↳ Astenuti (% su iscritti) | 22 233                     | 30,61                      |
|                            |                                           |                            |                            |                            |
|                            | Esito: collegio confermato a Conservatore |                            |                            |                            |

| Partito                    | Partito                                   | Candidato                  | Risultati 8 giugno 2017 | Risultati 8 giugno 2017 |
| Partito                    | Partito                                   | Candidato                  | Voti                    | %                       |
| -------------------------- | ----------------------------------------- | -------------------------- | ----------------------- | ----------------------- |
|                            | Conservatore                              | John Whittingdale          | 34 111                  | 67,95                   |
|                            | Laburista                                 | Peter Edwards              | 10 681                  | 21,28                   |
|                            | Lib Dem                                   | Zoe O'Connell              | 2 181                   | 4,34                    |
|                            | UKIP                                      | Jesse Pryke                | 1 899                   | 3,78                    |
|                            | Verdi                                     | Steve Betteridge           | 1 073                   | 2,14                    |
|                            | BNP                                       | Richard Perry              | 257                     | 0,51                    |
|                            |                                           |                            |                         |                         |
| Iscritti                   | Iscritti                                  | Iscritti                   | 66 936                  | 100,00                  |
| ↳ Votanti (% su iscritti)  | ↳ Votanti (% su iscritti)                 | ↳ Votanti (% su iscritti)  | 50 202                  | 75,00                   |
| ↳ Astenuti (% su iscritti) | ↳ Astenuti (% su iscritti)                | ↳ Astenuti (% su iscritti) | 16 734                  | 25,00                   |
|                            |                                           |                            |                         |                         |
|                            | Esito: collegio confermato a Conservatore |                            |                         |                         |

| Partito                    | Partito                                   | Candidato                  | Risultati 7 maggio 2015 | Risultati 7 maggio 2015 |
| Partito                    | Partito                                   | Candidato                  | Voti                    | %                       |
| -------------------------- | ----------------------------------------- | -------------------------- | ----------------------- | ----------------------- |
|                            | Conservatore                              | John Whittingdale          | 29 112                  | 60,59                   |
|                            | UKIP                                      | Beverley Acevedo           | 7 042                   | 14,66                   |
|                            | Laburista                                 | Peter Edwards              | 5 690                   | 11,84                   |
|                            | Indipendente                              | Ken Martin                 | 2 424                   | 5,05                    |
|                            | Lib Dem                                   | Zoe O'Connell              | 2 157                   | 4,49                    |
|                            | Verdi                                     | Bob Graves                 | 1 504                   | 3,13                    |
|                            | Sustainable Population                    | John Marett                | 116                     | 0,24                    |
|                            |                                           |                            |                         |                         |
| Iscritti                   | Iscritti                                  | Iscritti                   | 69 429                  | 100,00                  |
| ↳ Votanti (% su iscritti)  | ↳ Votanti (% su iscritti)                 | ↳ Votanti (% su iscritti)  | 48 045                  | 69,20                   |
| ↳ Astenuti (% su iscritti) | ↳ Astenuti (% su iscritti)                | ↳ Astenuti (% su iscritti) | 21 384                  | 30,80                   |
|                            |                                           |                            |                         |                         |
|                            | Esito: collegio confermato a Conservatore |                            |                         |                         |

| Partito                    | Partito                                         | Candidato                  | Risultati 6 maggio 2010 | Risultati 6 maggio 2010 |
| Partito                    | Partito                                         | Candidato                  | Voti                    | %                       |
| -------------------------- | ----------------------------------------------- | -------------------------- | ----------------------- | ----------------------- |
|                            | Conservatore                                    | John Whittingdale          | 28 661                  | 59,84                   |
|                            | Lib Dem                                         | Elfreda Tealby-Watson      | 9 254                   | 19,32                   |
|                            | Laburista                                       | Swatantra Nandanwar        | 6 070                   | 12,67                   |
|                            | UKIP                                            | Jesse Pryke                | 2 446                   | 5,11                    |
|                            | BNP                                             | Len Blaine                 | 1 464                   | 3,06                    |
|                            |                                                 |                            |                         |                         |
| Iscritti                   | Iscritti                                        | Iscritti                   | 68 814                  | 100,00                  |
| ↳ Votanti (% su iscritti)  | ↳ Votanti (% su iscritti)                       | ↳ Votanti (% su iscritti)  | 47 895                  | 69,60                   |
| ↳ Astenuti (% su iscritti) | ↳ Astenuti (% su iscritti)                      | ↳ Astenuti (% su iscritti) | 20 919                  | 30,40                   |
|                            |                                                 |                            |                         |                         |
|                            | Esito: collegio a Conservatore (nuovo collegio) |                            |                         |                         |

## Risultati dei referendum

### Referendum sulla permanenza del Regno Unito nell'Unione europea del 2016
|             | Collegio | Lasciare UE % | Rimanere in UE % |
| ----------- | -------- | ------------- | ---------------- |
|             | Maldon   | 61,3%         | 38,7%            |
| Inghilterra | 53,3%    | 46,7%         |                  |
| Regno Unito | 51,9%    | 48,1%         |                  |